# Gergő Kis
Gergő Szabolcs Kis (* 19. Januar 1988 in Tapolca) ist ein ehemaliger ungarischer Schwimmer. Bei Weltmeisterschaften erschwamm er zwei Bronzemedaillen. Bei Europameisterschaften gewann er auf der 50-Meter-Bahn je zweimal Gold, Silber und Bronze, auf der 25-Meter-Bahn erkämpfte er zweimal Silber und einmal Bronze.

## Karriere

### Die Jahre bis zur zweiten Olympiateilnahme 2008
Kis nahm 2004 an den Olympischen Spielen in Athen teil. Im Vorlauf über 1500 Meter Freistil schied er als 23. unter 34 Teilnehmern aus. Für ein Weiterkommen fehlte ihm fast eine halbe Minute. Bei den Junioreneuropameisterschaften 2005 siegte Kis über 200 Meter Schmetterling. Über 1500 Meter Freistil und über 400 Meter Lagen wurde er jeweils Zweiter, wobei er über 400 Meter Lagen nur 0,07 Sekunden hinter seinem Landsmann Dávid Verrasztó anschlug. Im gleichen Jahr wurde er über 1500 Meter Freistil Sechster bei den Kurzbahneuropameisterschaften in Triest.
2006 siegte Kis bei den Junioreneuropameisterschaften über 200 und 400 Meter Lagen. Über 800 und 1500 Meter Freistil belegte er jeweils den vierten Platz. Sowohl bei den Europameisterschaften in Budapest als auch bei den Kurzbahneuropameisterschaften in Helsinki verfehlte Kis die Teilnahme an einem Finale.
2007 bei den Kurzbahneuropameisterschaften in Debrecen gewann Kis über 1500 Meter Freistil die Silbermedaille hinter dem Polen Mateusz Sawrymowicz. Über 400 Meter Freistil siegte mit Paweł Korzeniowski ebenfalls ein Pole. Hinter dem Deutschen Paul Biedermann belegte Kis den dritten Platz. Über 400 Meter Lagen schlug Kis als Vierter an und verfehlte den dritten Platz um 0,04 Sekunden. Über 200 Meter Freistil erreichte Kis den sechsten Platz.
Im März 2008 bei den Europameisterschaften in Eindhoven siegte Kis auf der damals noch nicht olympischen Distanz über 800 Meter Freistil mit zwei Sekunden Vorsprung vor dem Italiener Samuel Pizzetti. Seine andere Finalplatzierung war der siebte Rang über 400 Meter Lagen. Fünf Monate nach den Europameisterschaften fanden in Peking die Olympischen Spiele 2008 statt. Über 400 Meter Lagen erreichte Kis das Finale und belegte den sechsten Platz. Sein Landsmann László Cseh gewann die Silbermedaille. Mit der 4-mal-200-Meter-Freistilstaffel schied Kis im Vorlauf aus. Schließlich startete Kis auch über 1500 Meter Freistil und schied als 19. der Vorläufe aus. Für eine Finalteilnahme fehlten ihm 20 Sekunden. Ende des Jahres bei den Kurzbahneuropameisterschaften in Rijeka belegte Kis den siebten Platz über 400 Meter Freistil und den sechsten Platz über 1500 Meter Freistil. Über 400 Meter Lagen erschwamm er die Silbermedaille hinter dem Österreicher Dinko Jukić.

### Die Jahre bis zur dritten Olympiateilnahme 2012
Bei den Weltmeisterschaften 2009 in Rom erreichte Kis dreimal das Finale. Er wurde Sechster über 400 Meter Freistil, Achter über 200 Meter Lagen und Fünfter über 400 Meter Lagen. Die 4-mal-200-Meter-Freistilstaffel verpasste mit der neuntbesten Vorlaufzeit die Finalteilnahme um 0,17 Sekunden.
2010 war Budapest nach vier Jahren wieder Gastgeber der Europameisterschaften. Über 400 Meter Freistil erkämpfte Kis die Bronzemedaille hinter dem Franzosen Yannick Agnel und Paul Biedermann. Über 800 Meter Freistil erreichte er das Ziel als Vierter mit zwei Sekunden Rückstand auf den drittplatzierten Samuel Pizzetti. Über 400 Meter Lagen erzielten mit László Cseh, Dávid Verrasztó und Gergő Kis drei Ungarn die schnellsten Vorlaufzeiten, es durften aber nur zwei Vertreter eines Landes im Finale starten. Cseh und Verrasztó sorgten dann im Endlauf für einen ungarischen Doppelsieg.
Im Juni 2011 siegte Kis bei den ungarischen Meisterschaften über 400 Meter Freistil und über 200 Meter Lagen. Über die beiden langen Freistildistanzen schwamm er die schnellste Vorlaufzeit. Bei den Weltmeisterschaften in Shanghai verfehlte Kis als Vorlaufzehnter die Finalteilnahme über 400 Meter Freistil um 0,38 Sekunden. Über 800 Meter Freistil schlug er hinter dem Chinesen Sun Yang und dem Kanadier Ryan Cochrane als Dritter an. Über 1500 Meter Freistil erschwammen dieselben Personen die gleichen Medaillen.
Im Mai 2012 fanden die Europameisterschaften in Debrecen statt, womit Ungarn zum dritten Mal in sechs Jahren Gastgeberland war. In seinem ersten Wettbewerb wurde Kis über 400 Meter Freistil Zweiter hinter Paul Biedermann. Über 1500 Meter Freistil siegte der Italiener Gregorio Paltrinieri vor Kis und dessen Landsmann Gergely Gyurta. Über 800 Meter Freistil siegte Kis mit fast drei Sekunden Vorsprung vor Paltrinieri. Schließlich gewann die 4-mal-200-Meter-Freistilstaffel mit Dominik Kozma, Gergő Kis, Péter Bernek und László Cseh die Bronzemedaille hinter den Deutschen und den Italienern. Zwei Monate später trat Kis bei den Olympischen Spielen in London in vier Disziplinen an. Über 400 Meter Freistil belegte er den sechsten Rang und war damit bester Europäer. Mit der 4-mal-100-Meter-Freistilstaffel schied Kis im Vorlauf aus. Erfolgreicher war die 4-mal-200-Meter-Freistilstaffel mit Kozma, Cseh, Bernek und Kis, die den achten Platz erreichte. Über 1500 Meter Freistil verfehlte Kis zum dritten Mal in Folge den Finaleinzug. Mit 24 Sekunden Rückstand auf den Vorlauf-Achten belegte Kis den 19. Platz.

### Die Jahre bis zur vierten Olympiateilnahme 2016
Kis’ beste Platzierung bei den Weltmeisterschaften 2013 war der 16. Platz über 400 Meter Freistil. Ende des Jahres erreichte Kis den vierten Platz über 1500 Meter Freistil bei den Kurzbahneuropameisterschaften in Herning. Auf den drittplatzierten Italiener Gabriele Detti fehlten Kis 1,23 Sekunden.
2014 bei den Europameisterschaften in Berlin wurde Kis Achter über 400 Meter Freistil. Über 800 und 1500 Meter Freistil schied er im Vorlauf aus.
Zwei Jahre später bei den Europameisterschaften in London erreichte die 4-mal-200-Meter-Freistilstaffel mit Dominik Kozma, Gergő Kis, Ádám Telegdy und Péter Bernek den siebten Platz. Zweieinhalb Monate später bei den Olympischen Spielen in Rio de Janeiro wurde die ungarische Staffel im Vorlauf disqualifiziert.